# Air Italy
Air Italy S.p.A. (mã IATA = I9, mã ICAO = AEY) là hãng hàng không của Ý, trụ sở ở Gallarate. Hãng có các tuyến đường thường xuyên, chở khách cho các hãng du lịch tới châu Âu, Brasil và châu Phi. Căn cứ chính của hãng ở Sân bay quốc tế Malpensa và căn cứ khác ở Sân bay quốc tế Turin.

## Lịch sử
Air Italy được thành lập năm 2005 và bắt đầu hoạt động từ ngày 29.5.2005 bằng chuyến bay từ Torino tới Budapest. Hãng do BV Asset Management sở hữu 40%, Giuseppe Gentile 40% và Pathfinder 20%.

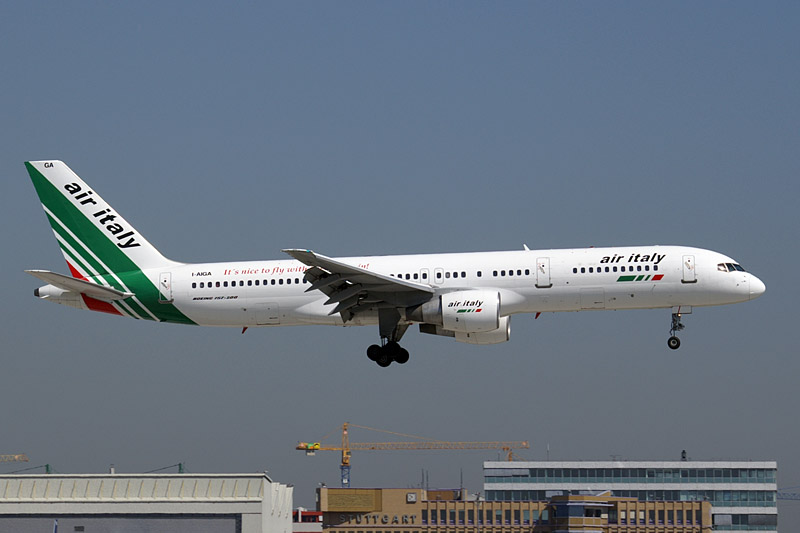
Máy bay Boeing 757 của Air Italy

## Các nơi đến
- Brasil
  - Fortaleza
  - Salvador
  - Natal
- Cabo Verde
  - Đảo Sal
- Ý
  - Alghero
  - Bari
  - Brindisi
  - Catania
  - Napoli
  - Olbia
  - Palermo
  - Milano
  - Roma
  - Verona
- Kenya
  - Nairobi
- Madagascar
  - Antananarivo
  - Nosy Be
- Mauritius
  - Mauritius
- Kosovo
  - Prishtina

## Đội máy bay
(Tháng 2/2008):
- 2 Boeing 737-300
- 2 Boeing 757-200
- 2 Boeing 767-200 (đang đặt mua)
- 1 Boeing 767-300ER